# Флокуляція вугільних шламів

Рис. 1.

Флокуляція вугільних шламів

## Загальний опис
Для інтенсифікації прояснення забруднених вод і згущення відходів флотації застосовують флокулянти. При взаємодії глинисто-вугільних суспензій з водорозчинними полімерами відбуваються електрокінетична коагуляція, гідрофобізаційна флокуляція, місточкова флокуляція і хімічні реакції між функціональними групами полімерів та йонами металів на поверхні частинок (йонний обмін).
Синтетичні полімери — лінійні флокулянти з відносною молекулярною масою від 60 000 до декількох мільйонів. Флокулянти за фізико-хімічними властивостями поділяють на:
— аніоноактивні полімери — поліакрилова і поліметакрилова кислоти, гідролізований поліакриламід;
— катіоноактивні полімери — диметиламінометил-метакрилат-гідроацетат;
— нейоногенні полімери — негідролізований поліакриламід.
Механізм взаємодії полімеру з твердою поверхнею частинок являє собою фізико-хімічний процес, результатом якого є адсорбція молекул полімеру і зниження ζ-потенціалу. Схема флокуляції двох частинок наведена на рис.
При взаємодії з вугільними поверхнями лінійні макромолекули закріплюються завдяки йонному обміну і водневим зв'язкам з утворенням різних поверхневих комплексів на активних адсорбційних центрах (функціональні групи, конденсовані ядра, бокові ланцюги, поверхневі оксиди і мінералізовані ділянки поверхні).
Міцність закріплення однієї полярної групи полімеру невелика, але їх багато і сумарна енергія зв'язків достатньо висока. Правильна орієнтація лінійних молекул флокулянту і їхня велика асиметричність сприяє адсорбції сегментів з утворенням міцних місточків і швидкому збиранню частинок у флокули.
На гідрофільній поверхні породних частинок кількість активних гідроксильних і кисневих центрів, що беруть участь в йонному обміні й здатні створювати водневі зв'язки, набагато більша, ніж на вугільній поверхні. У зв'язку з великою міцністю закріплення макромолекул флокулянту на поверхні породних частинок флокули, утворені з них, є значно міцнішими.
Найбільш відомі флокулянти — синтетичні високомолекулярні речовини: поліакриламід, гіпан, сепаран, седипур, аерофлот, поліфлок, екафон, флокали, акринакс, седомакс та ін. У вітчизняній практиці для флокуляції шламів використовують в основному поліакриламід. Ефективність процесу флокуляції визначається трьома основними факторами:
— властивостями флокулянту: йонною активністю, молекулярною масою і конформацією макромолекули;
— характеристиками суспензії: вмістом твердої фази, її речовинним і гранулометричним складом, гідратованістю поверхні суспензії і зарядом поверхні мінералізованих шламів;
— умовами контакту флокулянту з суспензією: місцем подачі розчину в суспензію і способом змішування флокулянту з суспензією.
Робочі розчини флокулянтів готують у дві стадії. На першій стадії флокулянт розчиняють до 1—2%-ї концентрації (проміжний розчин); на другій стадії проміжний розчин розводять водою до робочої концентрації.

## Промислова реалізація

Схема селективної флокуляції вугільних шламів.

Інститутом УВХІН і Макіївським коксохімічним заводом досліджено процес селективної флокуляції вугільних шламів і розроблена технологічна схема промислової установки, яка пройшла апробацію на вуглезбагачувальній фабриці № 2 Макіївського КХЗ. Як флокулянт застосовували латекс СКС-ЗОД. Схема пілотної установки представлена на рис. 2. Частина зливу гідроциклонів, що класифікують шлам за крупністю перед флотацією, в кількості З-4 м3/год відводили в змішувач 1, де протягом 40 с пульпа контактувала з флокулянтом. Оброблену латексом суспензію подавали в експериментальний радіальний згущувач 2 діаметром 0,8 м для збагачення.
У радіальному згущувачі процес стабілізувався протягом 10-15 хв. Результати досліджень показали, що при питомому навантаженні на згущувач 6-8 м3/год. можна отримати відходи (злив згущувача) із зольністю 72-78% і концентрат (згущений продукт) із зольністю 11-12%. Витрати латексу складали 0,3 кг/т.